# Ruth Benedict

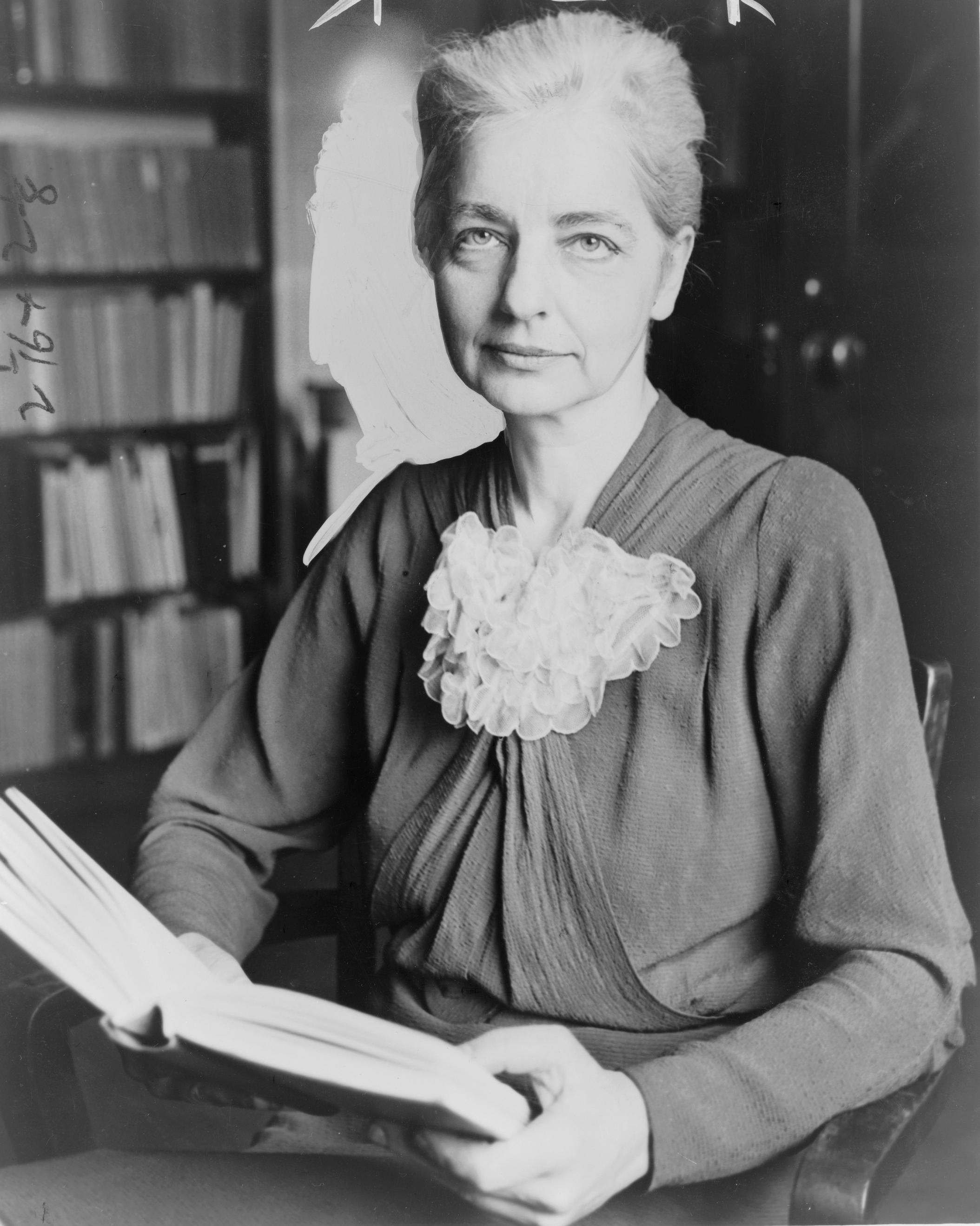
Ruth Benedict (1937)

Ruth Fulton Benedict (* 5. Juni 1887 in New York; † 17. September 1948 in New York) war in den USA die Begründerin einer kulturvergleichenden Anthropologie.

## Leben
Ruth Benedict, geb. Fulton, wurde auf einer Farm im Shenango Valley, im Bundesstaat New York, geboren. Ihr Vater war Arzt. Sie studierte zunächst am Vassar College. Im Jahr 1914 heiratete sie den Chemiker Stanley Benedict, der 1936 starb. Sie belegte einen Kurs an der neugegründeten New School for Social Research (damals noch Free School of Political Science) und wurde von ihrer Dozentin Elsie Clews Parsons auf A. A. Goldenweisers Anthropologie-Seminar verwiesen. 1921 nahm Franz Boas sie für ein anthropologisches Studium an der Columbia-Universität an, wo sie 1923 ihre Dissertation einreichte. Sie blieb an dieser Universität, war von 1930 bis 1948 Assistenzprofessorin und erhielt zwei Monate vor ihrem Tod eine volle Professur. Ruth Benedicts Beziehung zur Anthropologin Margaret Mead, mit welcher sie eng zusammenarbeitete, wird in verschiedenen Quellen als teils sexuell beschrieben. Sie war somit die erste offen lesbische Anthropologin.
Während des Zweiten Weltkriegs (1943–1945) war Ruth Benedict in einer Beraterfunktion für den amerikanischen Geheimdienst tätig. Im Auftrag des U.S. Office of War Information verfasste sie anhand von Interviews mit japanischen Kriegsgefangenen Studien über den japanischen Nationalcharakter.

## Forschung
Bekannt sind ihre Studien bei den Zuñi-, Serrano-, Cochiti-, Pima- und Hopi-Indianern im Südwesten der USA. Zusammen mit Margaret Mead hat Ruth Fulton Benedict viele Forschungsreisen in pazifische Regionen durchgeführt, ihre hierbei erzielten Forschungsergebnisse wurden aber in neueren Studien der Anthropologin Susanne Kuehling teilweise in Frage gestellt. Mead und Benedict entwickelten eine enge wissenschaftliche und freundschaftliche Beziehung. In der Studentenbewegung der späten 60er Jahre war gerade die Rezeption der – methodisch umstrittenen – kulturanthropologischen Studien Margaret Meads oder Ruth Benedicts ein wichtiges Moment, um die scheinbare Naturgegebenheit der tradierten patriarchalen Strukturen zu hinterfragen. Als eine zentrale Voraussetzung für Veränderungen galt für Benedict die Erkenntnis „unserer eigenen Kultur … (als) nur eine von unzähligen andersartigen Gestaltungsmöglichkeiten menschlicher Kultur“ (Benedict 1955, 182). Als Pionierin hatte sie einige Schwierigkeiten durchzustehen – so wurde etwa ihre Schrift über die englische Frauenrechtlerin Mary Wollstonecraft nie veröffentlicht.

## Kulturrelativismus
Ruth Benedict vertritt wie Franz Boas und später Margaret Mead den Kulturrelativismus. So versteht sie Kulturen als einzelne Ganzheiten, die nur aus sich heraus begriffen werden können und verweist auf die enorme Variabilität von Werten.

„Bedeutungsvoll wurde die von Ruth Benedict mit Nachdruck betonte und durch eigene ethnologische Forschung belegte Überzeugung von der lediglich sekundären Rolle, die die biologischen Gegebenheiten für die Entwicklung der einzelnen Kulturen spielen, und die damit zusammenhängende, auf der gleichen Basis beruhende Auffassung von der Vielfalt kultureller Erscheinungsformen, die den Glauben an eine 'Ideal'-Kultur ebenso ad absurdum führt wie den unheilvollen Wahn der Überlegenheit einer Rasse über alle anderen.“

Sie verwendet die kulturphilosophischen Begriffe »apollinisch« (maßvoll) und »dionysisch« (maßlos) zur Erstellung ihrer Kulturporträts. B.s. Konzept vom »Kulturcharakter« wurde von den Sozialisationsforschern Abram Kardiner und Ralph Linton erweitert und modifiziert.

### Urformen der Kultur
Ihr 1934 erschienenes Werk Patterns of Culture zählt zu ihren wichtigen Arbeiten. Hier setzte sie als wichtigste Grundannahme voraus, dass menschliches Verhalten hauptsächlich erlernt und nicht angeboren sei und dass Kulturen dauerhafte soziale Muster ausbildeten. Grundlage ihrer Arbeit bildet das Studium dreier Stammeskulturen: der Kwakiutl-Indianer von Vancouver Island, der Zuñi-Indianer in New Mexico und der melanesischen Dobu. Das Kapitel über die Insulaner von Dobu beruht auf Forschungen von Reo Fortune. Besonders an dieser Kultur, so Benedict, lasse sich demonstrieren, dass die „abendländische Ethik“ nicht die einzig mögliche oder höherwertige Basis einer funktionierenden Zivilisation ist, weil auf Dobu etwa der symbolische Diebstahl zur höchsten Tugend erhoben worden sei.

### Chrysantheme und Schwert
Im Juni 1944 erhielt Benedict vom US-amerikanischen Office of War Information (OWI) den Auftrag, eine Studie über die Kultur Japans zu erstellen, die der Orientierung der US-amerikanischen Besatzungspolitik nach einer absehbaren Niederlage Japans im Pazifikkrieg dienen sollte. Da Feldforschung in Japan aufgrund der Kriegssituation nicht möglich war, bezog Benedict ihre Informationen vor allem aus Sekundärquellen und aus Gesprächen mit japanischen Kriegsgefangenen, Emigranten und Remigranten. Die Ergebnisse ihrer Arbeit publizierte sie 1946 unter dem Titel The Chrysanthemum and the Sword: Patterns of Japanese Culture. Politische Wirkung hatte ihr darin vorgebrachtes Plädoyer für die Beibehaltung der japanischen Monarchie (Tennō) trotz der Niederlage. Wirksam, aber umstritten, bleibt Benedicts Gegenüberstellung der westlichen Welt und Japans als Schuld- und Schamkultur. Chrysantheme und Schwert, das bereits 1948 in japanischer Übersetzung erschien, prägte das Japanbild mehrerer Generationen im Westen sowie das Selbstbild vieler Japaner.

## Sonstige Texte
Sie schrieb unter dem Pseudonym Anne Singleton auch Gedichte.
Ihre Schrift über die britische Frauenrechtlerin Mary Wollstonecraft wurde nicht publiziert, ist aber in Archiven noch auffindbar.

## Mitgliedschaft
1947 wurde Benedict in die American Academy of Arts and Sciences gewählt.

## Nachwirkung
Seit 1986 gibt es den Ruth-Benedict-Preis für Anthropologische Werke zu LGBT-Themen.
Am 20. Oktober 1995 wurde in den USA eine Briefmarke mit ihrem Porträt veröffentlicht. Patterns of Culture von Ruth Benedict sei ein Buch, das sein Leben verändert habe, bekannte der Historiker Wolfgang Reinhard 2007.

## Publikationen
- The Concept of the Guardian Spirit in North America. 1923.
- Configurations of Culture in North America. In: American Anthropologist. Band 34, 1932, S. 1–27.
- Patterns of Culture. Houghton Mifflin, New York 1934.
  - (dt EA) Kulturen primitiver Völker. August Schröder Verlag, Stuttgart 1949.
  - deutsch: Urformen der Kultur. In: rowohlts deutsche enzyklopädie. Reinbek 1955.
- Zuñi Mythology. 1935.
- Edward Sapir. In: American Anthropologist. Band 41, 1939, S. 465–477.
- Race - Science and Politics. Modern Age Books, New York 1940.
  - deutsch: Die Rassenfrage in Wissenschaft und Politik. Verlag Müller & Kiepenheuer, Bergen in Oberbayern 1950, DNB 450352862.
- Race and Racism. Routledge, London 1942.
  - deutsch: Rassenforschung und Rassentheorie. Verlag Öffentliches Leben, Göttingen 1947, DNB 450352854.
- mit Gene Weltfish: The Races of Mankind. The Public Affairs Committee, New York 1943.
  - Grundlage des Comic There Are No Master Races. In: True Comics. Nr. 39, Oktober 1944.
- The Chrysanthemum and the Sword. Patterns of Japanese Culture. New York 1946.
  - deutsch: Chrysantheme und Schwert. Formen der japanischen Kultur. Suhrkamp, Frankfurt am Main 2006, ISBN 3-518-12014-X.
- The Story of My Life. In: Margaret Mead: An Anthropologist at Work. Writings of Ruth Benedict. Boston 1959, S. 97–117.